# Ніколенко Ольга Миколаївна
Ольга Миколаївна Ніколенко (нар. 11 травня 1966, Полтава) — український науковець, педагог, доктор філологічних наук, професор.

## Біографічні дані
Ольга Ніколенко народилася в Полтаві.
1987 року закінчила філологічний факультет Національного педагогічного університету імені Михайла Драгоманова. Тоді вчителювала у Полтавській середній школі № 28.
Ольга Ніколенко дістала скерування до аспірантури в Національному педагогічному університеті імені Михайла Драгоманова. Науковий керівник — доктор філологічних наук, професор Іван Крук. У 1990-му захистила кандидатську дисертацію на тему «Людина і суспільство в прозі Андрія Платонова».
З 1993 по 1996 рік навчалась у докторантурі Харківського державного педагогічного університету імені Григорія Сковороди. Науковий консультант — доктор філологічних наук, професор Михайло Гетьманець. У 1996 р. захистила докторську дисертацію під назвою «Жанр антиутопії в російській літературі XX століття» на спеціалізованій раді Інституту літератури імені Тараса Шевченка НАН України.
Ольга Ніколенко — депутат Полтавської обласної ради п'ятого скликання (2006—2008). Член Української партії честі, боротьби з корупцією та організованою злочинністю.

## Науково-педагогічна діяльність
З 1990 року Ольга Ніколенко працює в Полтавському національному педагогічному університеті імені Володимира Короленка. З 1996-го — завідувач кафедри світової літератури. Керує аспірантурою та докторантурою таких спеціальностей: 10.01.04 — література зарубіжних країн, 10.01.02 — російська література. Під керівництвом Ольги Ніколенко захищено одну докторську дисертацію й понад двадцять кандидатських у галузі літературознавства. Автор близько 20 монографій, понад 350 наукових і науково-методичних статей. Очолює наукову школу «Традиції і новаторство в літературі», яка діє з 1996 р.

### Участь у радах та організаціях
Ольга Ніколенко є членом редколегій всеукраїнських фахових видань: «Філологічні науки: Збірник наукових праць Полтавського національного педагогічного університету імені Володимира Короленка», «Рідний край», «Зарубіжна література в школах України», «Всесвітня література в сучасній школі», «Всесвітня література в школах України».
Автор обласних програм «Болонський процес і вища освіта Полтавщини», «Увічнення пам'яті видатних земляків», затверджених сесією обласної ради.
Член Спілки літераторів Полтавщини, член обласних оргкомітетів Премії імені Івана Котляревського, Премії імені Леоніда Бразова, міських оргкомітетів Премії імені Володимира Короленка, Премії імені Миколи Гоголя.

### Кінематографічна діяльність
З 1988 року Ольга Ніколенко працювала на телебаченні (національні телеканали УТ-1, УТ-2). Створила понад сорок програм циклу «Шкільний екран», присвячених вивченню класичної літератури в школі. Є автором низки передач — «Духовна криниця», «Скарбниця духовної пам'яті», й численних освітніх програм про видатних діячів українського та світового письменства на Національному телебаченні України (1988—2000); причетна до створення випусків програми «Говоримо українською».
2009 року у складі творчої групи Полтавської обласної державної телерадіокомпанії «Лтава» Ніколенко взяла участь у створенні документального фільму «Дороги Гоголя», присвяченого 200-річчю від дня народження Миколи Гоголя (автор сценарію та ведуча). Фільм відзначено Державною премією імені Івана Франка та обласною премією імені Панаса Мирного (2009). Документальний фільм «Соловецькі в'язні з України. Микола Зеров» (2011) (автор сценарію) здобув перше місце на міжнародних кінофестивалях «Дніпро-сінема» та «Відкрий Україну», а також удостоєний Державної премії України імені В'ячеслава Чорновола (2012).

### Науково-методична робота для загальноосвітніх закладів України
Ольга Ніколенко:
- керівник і автор книжкових серій для вчителів зарубіжної літератури: «Скарбниця словесника», «Авторський урок», «Бібліотека вчителя зарубіжної літератури» та ін.
- керівник авторського колективу 6 підручників, а також понад 20 посібників (зокрема мультимедійних) із грифом Міністерства освіти і науки України, які виходили протягом 1998—2015 років (видавництва «Ранок», ВЦ «Академія», «Грамота»[9], «Оріон»). Підручники, створені авторським колективом під керівництвом О. М. Ніколенко, неодноразово перемагали на всеукраїнських конкурсах підручників (2008, 2009, 2012, 2015).
- голова журі Всеукраїнського конкурсу «Учитель року — 2001» (Житомир), заступник голови журі Всеукраїнського конкурсу «Учитель року — 2011» (Полтава), голова журі Всеукраїнського конкурсу «Учитель року — 2014» (Одеса).

Книжки Ольги Ніколенко відзначені дипломами міжнародних книжкових ярмарків (2004, 2005, 2006). Посібники Ольги Ніколенко «Бароко. Класицизм. Просвітництво» (2003) і «Поезія французького символізму» (2003) визнані найкращими в номінації «Літературознавство» у Всеукраїнському рейтингу «Книга року — 2004».

## Головні праці
Ольга Ніколенко має понад 350 наукових та науково-методичних публікацій, зокрема 17 монографій, посібників та підручників.
- 1. Ніколенко О. М., Мацапура В. І. Зарубіжна література XIX століття: Посібник / О. М. Ніколенко, В. І. Мацапура. — К.: Видавничий центр «Академія», 1999. — 360 с.
- 2. Ніколенко О. М., Мацапура В. І. Зарубіжна література. Екзаменаційні питання та відповіді: Посібник. / О. М. Ніколенко, В. І. Мацапура. — К. : Видавничий центр «Академія», 1999. — 128 с.
- 3. Ніколенко О. М., Куцевол О. М. Сучасний урок зарубіжної літератури: Посібник для вчителя./ О. М. Ніколенко, О. М. Куцевол. — К.: Видавничий центр «Академія», 2003. −285 с.
- 4. Ніколенко О. М., Бардакова Ю. В. Вивчення поезії XX століття в школі. Р. М. Рільке і Г.Аполлінер: Посібник для вчителя./ О. М. Ніколенко, Ю. В. Бардакова. — Харків: Ранок, 2003. — 268 с.
- 5. Ніколенко О. М. Романтизм у поезії. Г.Гейне, Дж. Байрон, А.Міцкевич, Г.Лонгфелло: Посібник для вчителя. / О. М. Ніколенко. — Харків: Ранок, 2003. — 176 с.
- 6. Ніколенко О. М. Поезія французького символізму. Ш.Бодлер, П.Верлен, А.Рембо: Посібник для вчителя / О. М. Ніколенко. — Харків: Ранок, 2003. — 144 с.
- 7. Ніколенко О. М. Вивчення зарубіжної літератури в 9 класі: Посібник для вчителя / О. М. Ніколенко. — Харків: Ранок, 2003. — Частини 1 (208 с.), 2 (160 с.).
- 8. Ніколенко О. М. Бароко, Класицизм, Просвітництво: Посібник для вчителя / О. М. Ніколенко. — Харків: Ранок, 2003. — 224 с.
- 9. Николенко О. Н. Слово в русской поэзии серебряного века / О. Н. Николенко. — Studia Rossica Posnaniensia. — Poznan, 2003. — С. 25—34.
- 10. Ніколенко О. М. Зарубіжна література. 9 клас: Підручник / О. М. Ніколенко. — Харків: Ранок, 2009. — 356 с.
- 11. Николенко О. Н. О жанровой природе петербургских повестей Н. Гоголя и московских повестей М. Булгакова / О. Н. Николенко. — Москва: ИМЛИ РАН, 2009. — С. 142—145 (0, 4 д.а.)
- 12. Николенко О. Н. За белой птицей. Урок культурологического анализа повести Я. Кавабата «Тысячекрылый журавель» / О. Н. Николенко // Русская словесность в школах Украины. — 2009. № 2. — С. 34—38.
- 13. Ніколенко О. М. Гоголь — одне із наших величезних національних надбань / О. М. Ніколенко // Рідний край. — 2009. — № 1 (20). — С. 112—116.
- 14. Ніколенко О. М. Епічний погляд М. Гоголя в повісті «Тарас Бульба» / О. М. Ніколенко // Філологічні науки. Збірник наукових праць. — Випуск 1. — Полтава, 2009. — С. 3—9.
- 15. Ніколенко О. М. Концепція літературної освіти в 11-річній загальноосвітній школі / О. М. Ніколенко // Всесвітня література в середніх навчальних закладах України. — 2010. — № 7 — 8. — С. 2—7.
- 16. Ніколенко О. М. Міністерство освіти і науки повідомляє: Концепція літературної освіти в 11-річній загальноосвітній школі / О. М. Ніколенко // Українська мова й література в середніх школах, гімназіях, ліцеях та колегіумах. — 2010. — № 10. — С. 10—21.
- 17. Ніколенко О. М. Микола Зеров — Овідій української неокласики / О. М. Ніколенко // Українська мова й література в середніх школах, гімназіях, ліцеях та колегіумах. — 2010. — № 11 — 12. — С. 26—38.
- 18. Ніколенко О. М. В. Г. Короленко і Т. Г. Шевченко / О. М. Ніколенко // Філологічні науки: Збірник наукових праць. Випуск 1. — Полтава, 2010. — С. 16—22.
- 19. Ніколенко О. М. Про роль і значення компаративного вивчення світової літератури / О. М. Ніколенко // Всесвітня література в середніх навчальних закладах України. — 2011. — № 2. — С. 2—5.
- 20. Ніколенко О. М. Компаративний підхід у вивченні світової літератури. Інтертекстуальність як галузь компаративістики / О. М. Ніколенко // Всесвітня література в середніх навчальних закладах України. — 2011. — № 6. — С. 16—23.
- 21. Ніколенко О. М. Стратегічні напрями нових стандартів літератури / О. М. Ніколенко // Всесвітня література в середніх навчальних закладах України. — 2011. — № 7 — 8. — С. 13—17.
- 22. Ніколенко О. М. Передусім — грамотний мовець і творчий читач / О. М. Ніколенко // Всесвітня література в середній навчальних закладах України. — 2011. — № 10. — С. 9—12.
- 23. Ніколенко О. М. Байрон-Пушкін-Шевченко (типологія і трансформації байронічної поеми) / О. М. Ніколенко // Східнослов'янська філологія. Збірник наукових праць. — Випуск 18. Літературознавство. — Горлівка, 2011. — С. 49—64.
- 24. Ніколенко О. М. Риси байронічної поеми у творчості Т. Шевченка / О. М. Ніколенко // Наукові праці Кам'янець-Подільського національного університету імені Івана Огієнка. Серія «Філологічні науки». — 2011. — Випуск 27. — С. 243—249 (0,5 д.а.).
- 25. Николенко О. Н. Столичный текст Гоголя и Булгакова: типологические взаимосвязи / О. Н. Николенко // Русская словесность в мировом культурном контексте. — М. : Изд-во МГУ, 2012. — С. 479—482.
- 26. Николенко О. М. Школьная программа по мировой литературе — окно в современный мир / О. М. Николенко // Образование в современной школе: научно-методический журнал — 2012. — № 12. — С. 56—59.
- 27. Ніколенко О. М. Такий страшний Гаррі Поттер, Або чи потрібні учневі сучасні підліткові романи в шкільній програмі? / О. М. Ніколенко // Освіта України. — 2012. — № 19-20 (1289). — С. 8—9.
- 28. Николенко О. Н., Николенко Е. С. Традиции украинского фольклора и народная мифология в повести Н. В. Гоголя «Ночь перед Рождеством» / О. Н. Николенко, Е. С. Николенко // // Філологічні науки. — 2012. — № 10. — С. 3—21.
- 29. Ніколенко О. М., Таранік-Ткачук К. В. та інші. Світова література. Програма для загальноосвітніх навчальних закладів. 5-9 класи / О. М. Ніколенко, К. В. Таранік-Ткачук та ін. // Зарубіжна література в школах України. — 2012. — № 7 — 8. — С. 8—29.
- 30. Ніколенко О. М. Концептуальні засади підручників нового покоління зі світової літератури / О. М. Ніколенко // Всесвітня література в сучасній школі. — 2012. — № 12. — С. 5—20.
- 31. Ніколенко О. М. Світова література: підруч. для 5 кл. загальноосвіт. навч. закл. / О. М. Ніколенко О. М., Т. М. Конєва, О. В. Орлова, М. О. Зуєнко, О. І. Кобзар. — Київ: Грамота, 2013. — 296 с.
- 32. Ніколенко О. М., Бекерська Р. А.. Зошит для контрольного оцінювання зі світової літератури для 5 класу. — К.:Грамота, 2013. −36 с. (Рекомендовано Комісією МОН України).
- 33. Ніколенко О. М., Орлова О. В., Конєва Т. М. «Срібна книжка»: Хрестоматія зі світової літератури: художні твори в укр. перекладах. 5 клас. — К.: Грамота, 2013. — 234 с. (Рекомендовано Комісією МОН України).
- 34. Ніколенко О. М., Зуєнко О. М., Кобзар О. А. «Золота книжка»: Хрестоматія зі світової літератури: художні твори мовами оригіналів. 5 клас. — К.: Грамота, 2013. — 128 с. (Рекомендовано Комісією МОН України).
- 35. Ніколенко О. М., Мацевко-Бекерська Л. В., Орлова О. В. Уроки світової літератури. 5 клас: посібник для вчителя. — К.: Грамота, 2013. — 284 с. (Рекомендовано Комісією МОН України).
- 36. Ніколенко О. М. Зуєнко М. О. Хрестоматія зі світової літератури для 10 кл. — К.: Грамота, 2013. Рекомендовано Комісією МОН України).
- 37. Ніколенко О. М. Зуєнко М. О. Хрестоматія зі світової літератури для 11 кл. — К.: Грамота, 2013. Рекомендовано Комісією МОН України).
- 38. Ніколенко О. М., Зуєнко М. О., Шаповалова Л. В. Живе джерело (прислів'я, приказки, загадки й пісні народів світу) 5 клас // Зарубіжна література в школах України. — 2013. — № 1. — С. 24—31.
- 39. Ніколенко О. М. До нас йдуть мумі-тролі.) // Зарубіжна література в школах України. — 2013. — № 3. — С. 12—17.

## Нагороди та відзнаки
- 2001 — Почесна грамота Міністерства освіти України.
- 2004 — Дипломи міжнародних книжкових ярмарків за книжкові серії для вчителів-словесників України (як засновниця разом із видавництвом «Ранок»).
- 2004 — Найкращі посібники в номінації «літературознавство» на Всеукраїнському конкурсі «Книга року — 2004» (автор).
- 2005 — Дипломи міжнародних книжкових ярмарків за книжкові серії для вчителів-словесників України (як засновниця разом із видавництвом «Ранок»).
- 2006 — Полтавська міська премія імені Володимира Короленка.
- 2006 — Почесна грамота Академії педагогічних наук України.
- 2006 — Дипломи міжнародних книжкових ярмарків за книжкові серії для вчителів-словесників України (як засновниця разом із видавництвом «Ранок»).
- 2008 — Заслужений діяч науки і техніки України.
- 2009 — Премія імені Івана Франка у галузі інформаційної діяльності «За найкращий твір у телевізійній сфері» (творчий колектив, автор сценарію та ведуча).
- 2009 — Медаль імені Миколи Гоголя.
- 2009 — Полтавська обласна премія імені Панаса Мирного.
- 2009 — Почесна грамота Міністерства освіти України.
- 2011 — l премія на Всеукраїнському фестивалі екранних мистецтв «Дніпро-сінема» (як сценарист у складі колективу).
- 2012 — Премія імені В'ячеслава Чорновола за найкращу публіцистичну роботу в галузі журналістики за документальний фільм «Соловецькі в'язні з України. Микола Зеров» (творчий колектив, автор сценарію).
- 2012 — Гран-прі VI Всеукраїнського телевізійного фестивалю «Відкрий Україну!» за документальний фільм «Соловецькі в'язні з України. Микола Зеров» (творчий колектив, автор сценарію).
- 2012 — І місце на Всеукраїнському конкурсі підручників світової літератури для 5-9 класів (автор).
- 2015 — II місце на Всеукраїнському конкурсі підручників зарубіжної літератури для 7 класу.
- 2016 — II місце на Всеукраїнському конкурсі підручників із зарубіжної літератури для 8 класу. Рішення Колегії МОН від 28 квітня 2016 р. (протокол № 5/4 — 19), Наказ МОН № 491 від 10.05.2016 р. [Архівовано 27 вересня 2016 у Wayback Machine.] Наказ МОН № 586 від 27 травня 2016 р. [Архівовано 27 вересня 2016 у Wayback Machine.]
- 2016 — Орден княгині Ольги III ступеня. Указ Президента України № 217/2016 від 19 травня 2016 р. «Про відзначення державними нагородами України з нагоди Дня науки» [Архівовано 5 серпня 2017 у Wayback Machine.]
- 2016 — Медаль «Ушинський К. Д.» Національної академії педагогічних наук України. Наказ НАПН України № 19к від 24 травня 2016 р.